# Carlo Eugenio di Croÿ
Carlo Eugenio di Croÿ (Le Rœulx, 1651 – Tallinn, 30 gennaio 1702) combatté per l'esercito imperiale austriaco e poi per quello russo.
Egli proveniva da un'antica famiglia francese originaria della contea di Ponthieu in Piccardia, il cui nome compare su documenti della prima metà del XII secolo come nobili di Croÿ. Era figlio di Jacques Philippe de Croÿ, principe di Croÿ (1614 – 1685), signore di Roeulx, e di Jeanne, contessa Bronckhorst-Batenburg (1627 – ?).

## Biografia
Nel 1676 prese parte alla battaglia di Lund (4 dicembre), nell'ambito della guerra di Scania (1674 - 1679)  dalla parte dei danesi.
Successivamente combatté con successo con l'esercito imperiale austriaco contro i turchi nella guerra austro-turca dal 1688 al 1699 e prese parte alla liberazione di Vienna (1683) e nel 1688 alla liberazione di Belgrado. Per i servigi resi fu promosso feldmaresciallo.
Nel 1697 passò al servizio dello zar Pietro il Grande e fu nominato comandante in capo dell'armata russa in Livonia.
Il 20 novembre 1700 comandò le truppe russe nella battaglia di Narva contro gli svedesi di Carlo XII subendo una pesante sconfitta. Catturato dal nemico, morì prigioniero di guerra a Tallinn.

## Matrimonio
Nel 1681 Croÿ aveva sposato una contessa olandese, Guglielmina Giuliana van den Bergh (1638 – 1714), figlia del conte Enrico van den Berg (1573 – 1638) e della di lui seconda moglie, contessa Geronima Caterina di Spaur (1600 – 1683). Guglielmina Giuliana era vedova del conte tedesco Bernardo von Sayn-Wittgenstein (†1675). Dal matrimonio non nacquero figli.